# ロードアイランド州選出のアメリカ合衆国上院議員
ロードアイランド州選出のアメリカ合衆国上院議員は、ロードアイランド州から選出されたアメリカ合衆国上院議員。6年毎に改選される。ロードアイランド州からは第1部と第2部に属する上院議員を選出している。

## 第1部
第1部に属する上院議員は、西暦年を6で除算したときの剰余が1と等しい年が任期末である。改選選挙はその前年に実施される。
| 代 | 氏名                         | 氏名       | 所属政党   | 就任           | 退任           | 退任理由   | 備考                                                                                  |
| -- | ---------------------------- | ---------- | ---------- | -------------- | -------------- | ---------- | ------------------------------------------------------------------------------------- |
| 1  | セオドア・フォスター         |            | 連邦党     | 1790年6月7日   | 1803年3月4日   | 引退       |                                                                                       |
| 1  | セオドア・フォスター         | 民主共和党 |            | 1790年6月7日   | 1803年3月4日   | 引退       |                                                                                       |
| 2  | サミュエル・ポッター         |            | 民主共和党 | 1803年3月4日   | 1804年10月14日 | 死去       | ロードアイランド州知事(1790年-1799年、1800年-1803年)                                  |
| 3  | ベンジャミン・ハウランド     |            | 民主共和党 | 1804年10月29日 | 1809年3月4日   |            |                                                                                       |
| 4  | フランシス・マルボーン       |            | 連邦党     | 1809年3月4日   | 1809年6月4日   | 死去       |                                                                                       |
| 5  | クリストファー・チャップリン |            | 連邦党     | 1809年6月26日  | 1811年10月12日 | 辞職       |                                                                                       |
| 6  | ウィリアム・ハンター         |            | 連邦党     | 1811年10月28日 | 1821年3月4日   |            | 駐ブラジル大使(1834年-1945年)                                                         |
| 7  | ジェイムズ・デ・ウォルフ     |            | 民主共和党 | 1821年3月4日   | 1825年10月31日 | 辞職       | ロードアイランド州下院議長(1819年-1821年)                                             |
| 8  | アッシャー・ロビンズ         |            | 国民共和党 | 1825年10月31日 | 1839年3月4日   |            |                                                                                       |
| 8  | アッシャー・ロビンズ         | ホイッグ党 |            | 1825年10月31日 | 1839年3月4日   |            |                                                                                       |
| 9  | ネイサン・ディキソン         |            | ホイッグ党 | 1839年3月4日   | 1842年1月29日  | 死去       |                                                                                       |
| 10 | ウィリアム・スプレギュー     |            | ホイッグ党 | 1842年2月18日  | 1844年1月17日  | 辞職       | ロードアイランド州下院議長(1832年-1835年) ロードアイランド州知事(1838年-1839年)       |
| 11 | ジョン・フランシス           |            | 法と秩序党 | 1844年1月25日  | 1845年3月4日   |            | ロードアイランド州知事(1833年-1838年)                                                 |
| 12 | アルバート・グリーン         |            | ホイッグ党 | 1845年3月4日   | 1851年3月4日   | 引退       | ロードアイランド州下院議長(1821年-1825年) ロードアイランド州司法長官(1825年-1843年)   |
| 13 | チャールズ・ジェイムズ       |            | 民主党     | 1851年3月4日   | 1857年3月4日   | 引退       |                                                                                       |
| 14 | ジェイムズ・サイモンズ       |            | 共和党     | 1857年3月4日   | 1862年8月15日  | 辞職       | ロードアイランド州の第2部の議席を務める                                               |
| 15 | サミュエル・アーノルド       |            | 共和党     | 1862年12月1日  | 1863年3月4日   |            | ロードアイランド州知事(1852年-1853年、1861年-1862年)                                  |
| 16 | ウィリアム・スプレギュー     |            | 共和党     | 1863年3月4日   | 1875年3月4日   | 引退       | ロードアイランド州知事(1860年-1863年)                                                 |
| 17 | アンブローズ・バーンサイド   |            | 共和党     | 1875年3月4日   | 1881年9月13日  | 死去       | ロードアイランド州知事(1866年-1868年)                                                 |
| 18 | ネルソン・オルドリッチ       |            | 共和党     | 1881年10月5日  | 1911年3月4日   | 引退       | ロードアイランド州下院議長(1876年)                                                    |
| 19 | ヘンリー・リピット           |            | 共和党     | 1911年3月4日   | 1917年3月4日   | 再選に失敗 |                                                                                       |
| 20 | ピーター・ジェリー           |            | 民主党     | 1917年3月4日   | 1929年3月4日   | 再選に失敗 |                                                                                       |
| 21 | フェリックス・ハーバート     |            | 共和党     | 1929年1月3日   | 1935年1月3日   | 再選に失敗 | 上院少数党幹事(1933年-1935年)                                                         |
| 22 | ピーター・ジェリー           |            | 民主党     | 1935年1月3日   | 1947年1月3日   | 引退       |                                                                                       |
| 23 | ジェイムズ・マクグレイス     |            | 民主党     | 1947年1月3日   | 1949年8月23日  |            | ロードアイランド州知事(1941年-1945年) 訟務長官(1945年-1946年) 司法長官(1949年-1952年) |
| 24 | エドワード・レーイ           |            | 民主党     | 1949年8月24日  | 1950年12月10日 | 引退       |                                                                                       |
| 25 | ジョン・パストア             |            | 民主党     | 1950年12月19日 | 1977年12月28日 | 引退       | ロードアイランド州副知事(1945年) ロードアイランド州知事(1945年-1950年)                |
| 26 | ジョン・チャフィー           |            | 共和党     | 1976年12月29日 | 1999年10月24日 | 死去       | ロードアイランド州知事(1963年-1969年)                                                 |
| 27 | リンカーン・チャフィー       |            | 共和党     | 1999年11月2日  | 2007年1月3日   | 再選に失敗 | ワーウィック市長(1993年-1999年) ロードアイランド州知事(2011年-)                       |
| 28 | シェルドン・ホワイトハウス   |            | 民主党     | 2007年1月3日   | 現職           |            | ロードアイランド州司法長官(1999年-2003年)                                             |

## 第2部
第2部に属する上院議員は、西暦年を6で除算したときの剰余が3と等しい年が任期末である。改選選挙はその前年に実施される。
| 代 | 氏名                         | 氏名          | 所属政党   | 就任           | 退任           | 退任理由   | 備考 |
| -- | ---------------------------- | ------------- | ---------- | -------------- | -------------- | ---------- | --- |
| 1  | ジョセフ・スタントン         |               | 反政府党   | 1790年6月7日   | 1793年3月4日   |            | |
| 2  | ウィリアム・ブラッドフォード |               | 親政府党   | 1793年3月4日   | 1797年10月     | 辞職       | ロードアイランド植民地副総督(1775年-1778年)                                                                                      |
| 2  | ウィリアム・ブラッドフォード | 連邦党        |            | 1793年3月4日   | 1797年10月     | 辞職       | ロードアイランド植民地副総督(1775年-1778年)                                                                                      |
| 3  | レイ・グリーン               |               | 連邦党     | 1797年11月13日 | 1801年3月5日   | 辞職       | ロードアイランド州司法長官(1794年-1797年)                                                                                        |
| 4  | クリストファー・エレリー     |               | 民主共和党 | 1801年5月6日   | 1805年3月4日   | 再選に失敗 | |
| 5  | ジェイムズ・フェンナー       |               | 民主共和党 | 1805年3月4日   | 1807年9月      | 辞職       | ロードアイランド州知事 (1807年-1811年、1824年-1831年、1843年-1845年)                                                             |
| 6  | エリシャ・マシューソン       |               | 民主共和党 | 1807年10月26日 | 1811年3月4日   |            | ロードアイランド州下院議長(1821年)                                                                                               |
| 7  | ジェレミアー・ハウエル       |               | 民主共和党 | 1811年3月4日   | 1817年3月4日   | 引退       | |
| 8  | ジェイムズ・ブリル           |               | 連邦党     | 1817年3月4日   | 1820年12月25日 | 死去       | ロードアイランド州司法長官(1797年-1814年) ロードアイランド州最高裁判所主席判事(1816年) ロードアイランド州下院議長(1814年-1816年) |
| 9  | ネヘミア・ナイト             |               | 民主共和党 | 1821年1月9日   | 1841年3月4日   |            | ロードアイランド州知事(1817年-1821年)                                                                                            |
| 9  | ネヘミア・ナイト             | 国民共和党    |            | 1821年1月9日   | 1841年3月4日   |            | ロードアイランド州知事(1817年-1821年)                                                                                            |
| 9  | ネヘミア・ナイト             | ホイッグ党    |            | 1821年1月9日   | 1841年3月4日   |            | ロードアイランド州知事(1817年-1821年)                                                                                            |
| 10 | ジェイムズ・サイモンズ       |               | ホイッグ党 | 1841年3月4日   | 1847年3月4日   |            | ロードアイランド州の第1部議席を務める                                                                                            |
| 11 | ジョン・ホプキンズ・クラーク |               | ホイッグ党 | 1847年3月4日   | 1853年3月4日   |            | |
| 12 | フィリップ・アレン           |               | 民主党     | 1853年7月20日  | 1859年3月4日   | 引退       | ロードアイランド州知事(1851年-1853年)                                                                                            |
| 13 | ヘンリー・アンソニー         |               | 共和党     | 1859年3月4日   | 1884年9月2日   | 死去       | |
| 14 | ウィリアム・シェフフィールド |               | 共和党     | 1884年11月19日 | 1885年1月20日  |            | |
| 15 | ジョナサン・チェイス         |               | 共和党     | 1885年1月20日  | 1889年4月9日   | 辞任       | |
| 16 | ネイサン・ディキソン         |               | 共和党     | 1889年4月10日  | 1895年3月4日   | 引退       | |
| 17 | ジョージ・ウェットモア       |               | 共和党     | 1895年3月4日   | 1907年3月4日   | 引退       | ロードアイランド州知事(1885年-1886年)                                                                                            |
| 17 | ジョージ・ウェットモア       | 1908年1月22日 | 共和党     | 1913年3月4日   |                | 引退       | ロードアイランド州知事(1885年-1886年)                                                                                            |
| 18 | リバロン・コルト             |               | 共和党     | 1913年3月4日   | 1924年8月18日  | 死去       | |
| 19 | ジェシー・メットカルフ       |               | 共和党     | 1924年11月5日  | 1937年1月3日   | 再選に失敗 | |
| 20 | セオドア・グリーン           |               | 民主党     | 1937年1月3日   | 1961年1月3日   | 引退       | ロードアイランド州知事(1933年-1936年)                                                                                            |
| 21 | クレイボーン・ペル           |               | 民主党     | 1961年1月3日   | 1997年1月3日   | 引退       | |
| 22 | ジャック・リード             |               | 民主党     | 1997年1月3日   | 現職           |            | |